# John Konesky
John Konesky, také známý jako Kones, je americký kytarista, který je známý především pro své propojení se skupinou Tenacious D. S hraním na kytaru začal, když mu bylo 9 let. Na elektrickou kytaru také hrál v pobočném projektu Kylea Gasse „Trainwreck“, kde působí pod přezdívkou John Bartholomew Shredman. Objevil se také v jedné scéně filmu Králové ro(c)ku, konkrétně to byla scéna, kdy Tenacious D hráli píseň „Master Exploder“. Podílel se na písni „The Metal“ pro hru Guitar Hero III.
V poslední době používá kytary firmy B.C. Rich.